# Ronde bies
De ronde bies (Cyperus articulatus) is een altijdgroene blijvende plant. De halmen kunnen 1,8- 2,5 m hoog worden en groeien snel. De plant heeft een wortelstok. De halmen zijn vezelig, rond en hol en kunnen aan de basis 1,8 cm in doorsnee belopen. Ze worden voor de vervaardiging van manden en matten gebruikt. De wortels worden voor het parfumeren van kleding gebruikt.
De plant groeit in vochtige of natte bodem of zelfs in water, langs oevers, liever in zoetwater, maar brakwater wordt getolereerd.
Het verspreidingsgebied is groot. Het omvat de tropische delen van de Amerika's, Afrika, Arabië, tot India en noordelijk Australië. In Suriname komt de soort veel in de kustgebieden voor, vooral in ondieper wordende brakwaterpannen samen met  tabakatiki-varens  (Acrostichum aureum),  driekantige bies  (Eleocharis mutata) of zoutgras  (Paspalum vaginatum).
De wortels zijn zwartig rood 2-2,5 cm lang en 1-1,5 cm in doorsnee, soms in een reeks van twee of drie verbonden door een wortelstuk van 0,3 cm in doorsnee. Ze worden adrue genoemd en hebben een bitteraromatische smaak. Ze worden gebruikt als kalmerend middel en als middel om zwangerschapsmisselijkheid tegen te gaan.
... 
C. alternifolius (Parapluplant) · 
C. articulatus (Ronde bies) · 
C. eragrostis (Bleek cypergras) · 
C. esculentus (Knolcyperus) · 
C. flavescens (Geel cypergras) · 
C. fuscus (Bruin cypergras) · 
C. giganteus (Parasolgras) · 
C. haspan (Dwergpapyrus) · 
C. longus (Rood cypergras) · 
C. papyrus (Papyrusriet)
...